# Lamellarea
Lamellarea – rodzaj roztoczy z kohorty mechowców i rodziny Lamellareidae.
Rodzaj ten został opisany w 1968 roku przez Koka.
Mechowce te mają lamelle z dużym, sięgającym za rostrum cuspis. Szczeciny interlamellarne są bardzo krótkie. Areae porosae są małe i okrągłe, obecne w liczbie 2 par. Tarczka wentralna jest V-kształtna. Małe pteromorfy ustawione są poziomo. Szczeciny notogatralne występują w liczbie 9 par, genitalne 5 par, analne 1 pary, a adanalne w liczbie 2 par. Szczeciny aggenitalne nie występują. Odnóża jednopalczaste.
Rodzaj południowoafrykański.
Należą tu 4 opisane gatunki:
- Lamellarea ardua Kok, 1968
- Lamellarea digitata Kok, 1968
- Lamellarea forceps Kok, 1968
- Lamellarea quadrata Coetzee, 1987